# Karl Hagström
Karl Leonard Hagström, född 8 januari 1855 i Norrköpings Sankt Olai församling, Östergötlands län, död 19 september 1926 i Linköpings församling, Östergötlands län, var en svensk fysiker och meteorolog.

## Biografi
Hagström blev filosofie doktor och docent i fysik i Uppsala 1891 och var lektor i fysik och matematik vid Linköpings högre allmänna läroverk 1893-1920. Han författade bland annat Jemförelse mellan Ångströms och Neumanns metoder för bestämning af kroppars ledningsförmåga för värme (akademisk avhandling 1891), flera avhandlingar om mätning av molnens höjd och hastighet (tillsammans med Nils Ekholm, August Falk och Hugo Hildebrand Hildebrandsson) och en elementär framställning av magnetinduktion (i "Pedagogisk tidskrift", 1893).